# Demonstração de Impacto Controlado

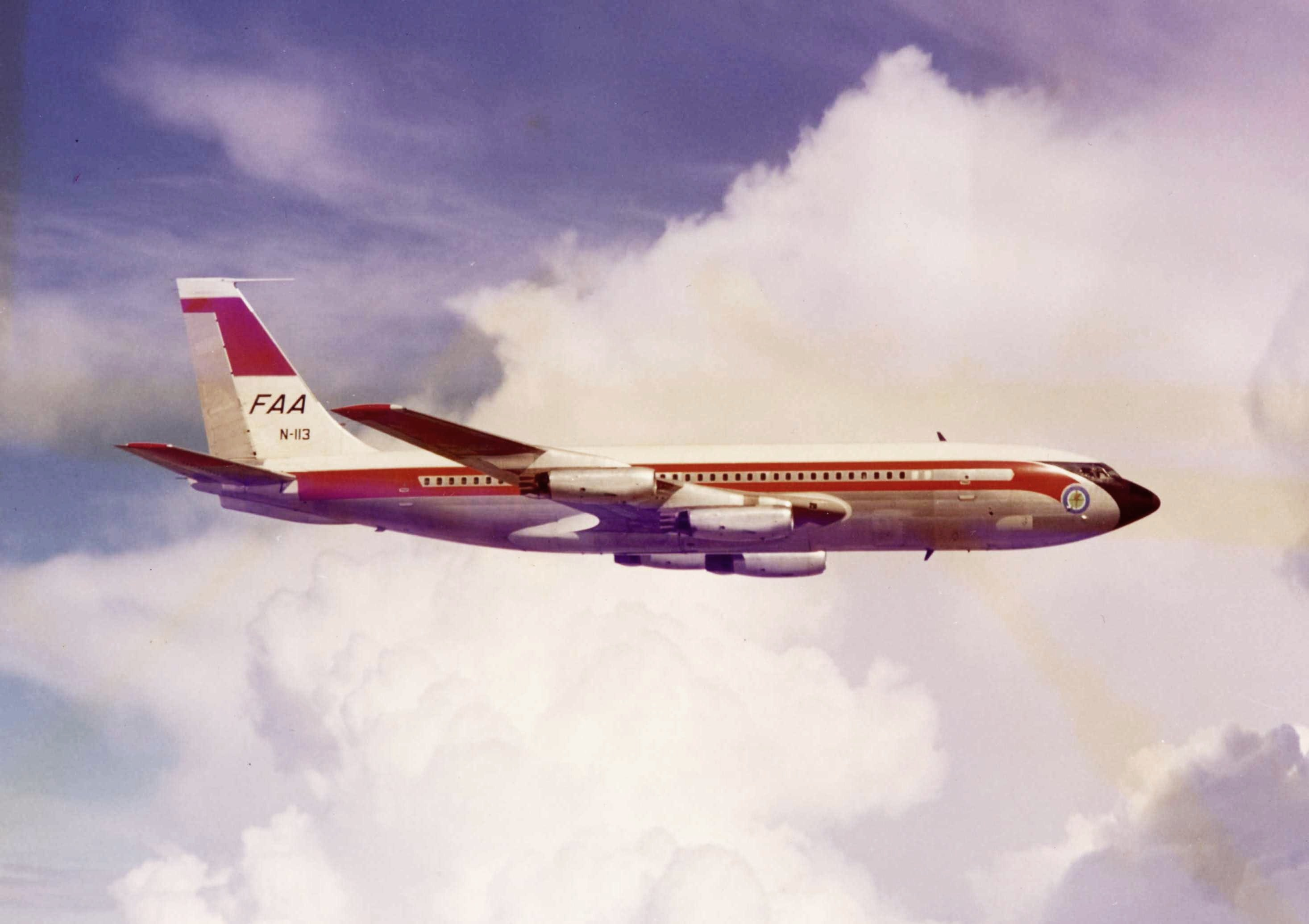
N833NA, a aeronave Boeing 720 envolvida no teste

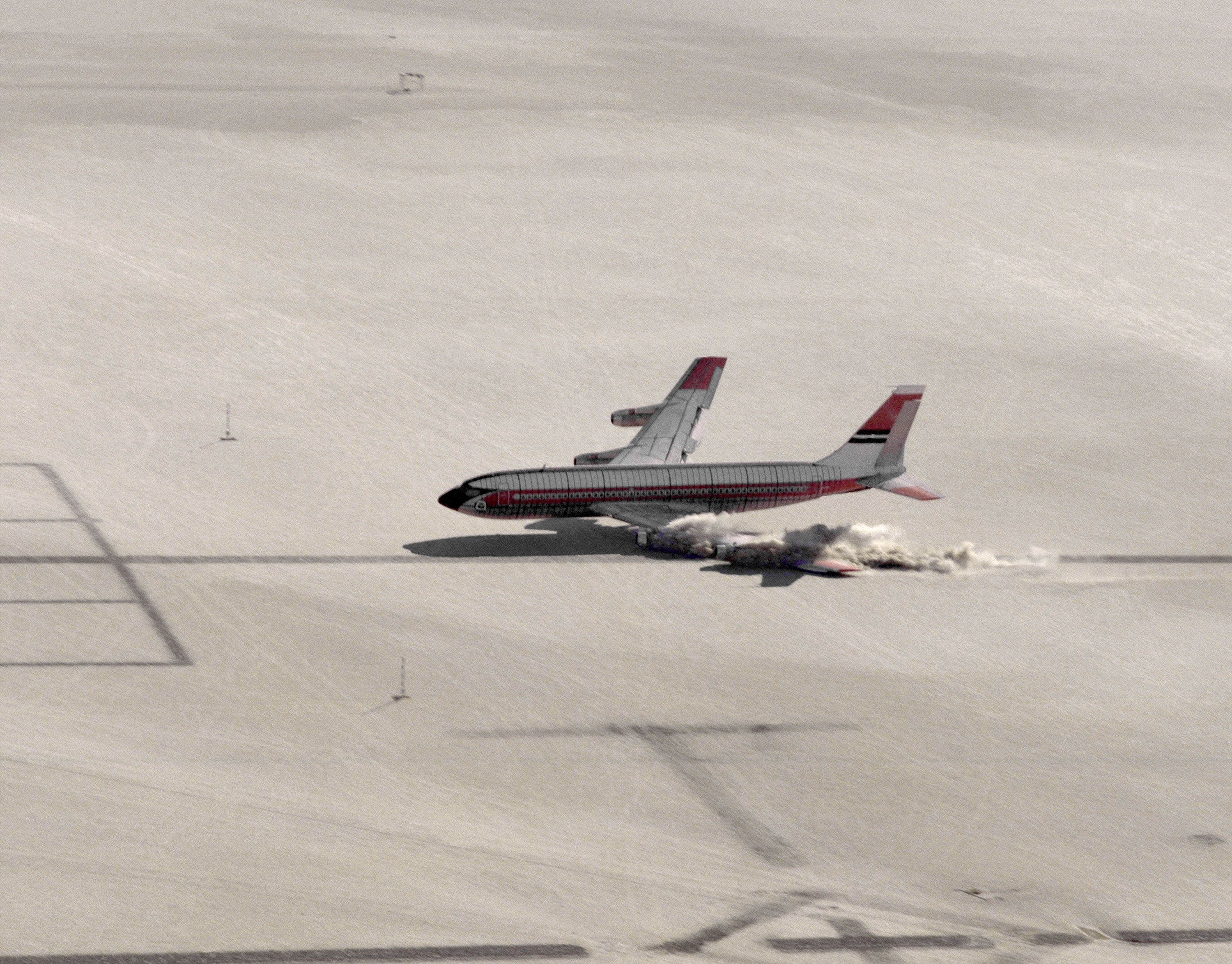
Slapdown

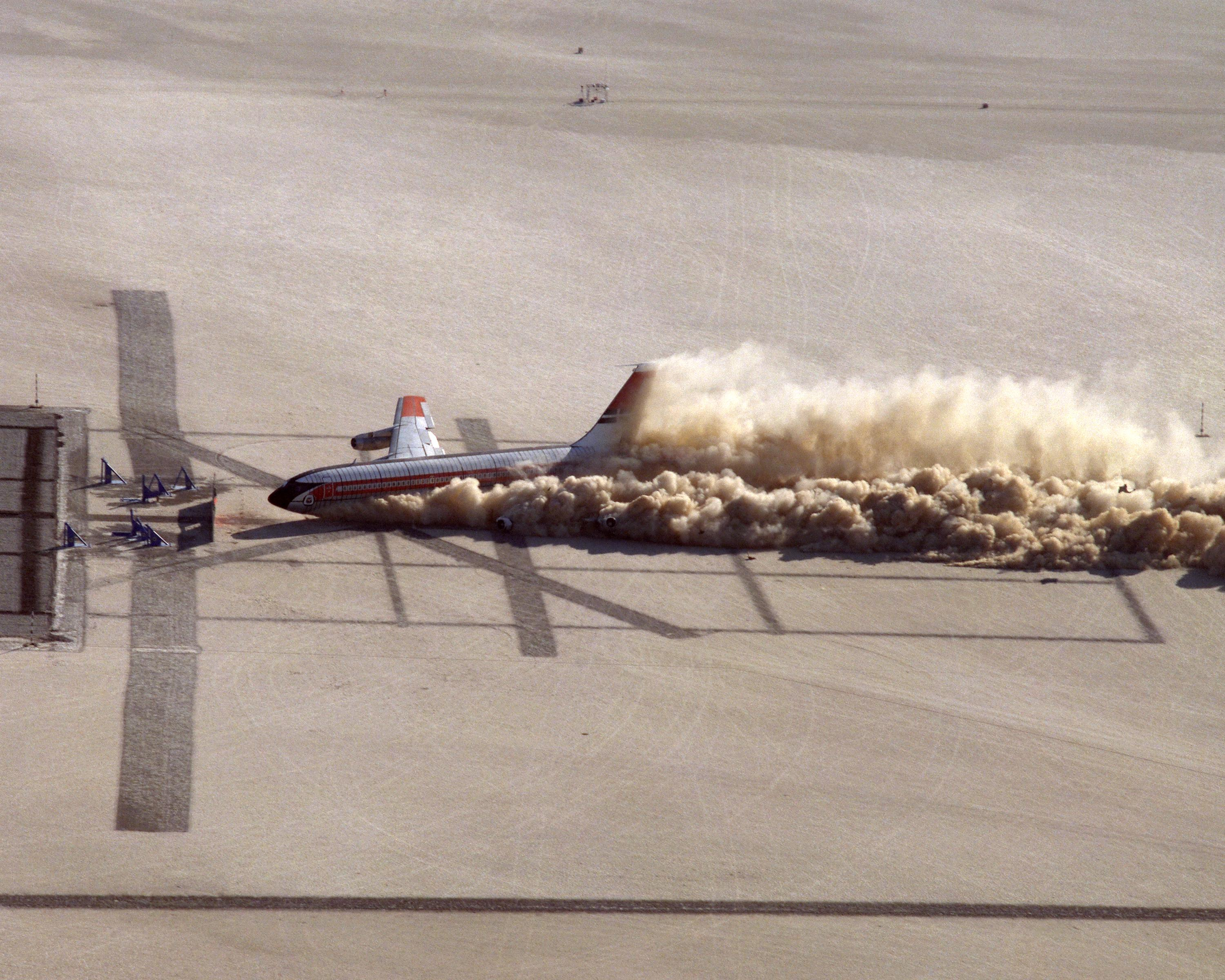
Antes do impacto

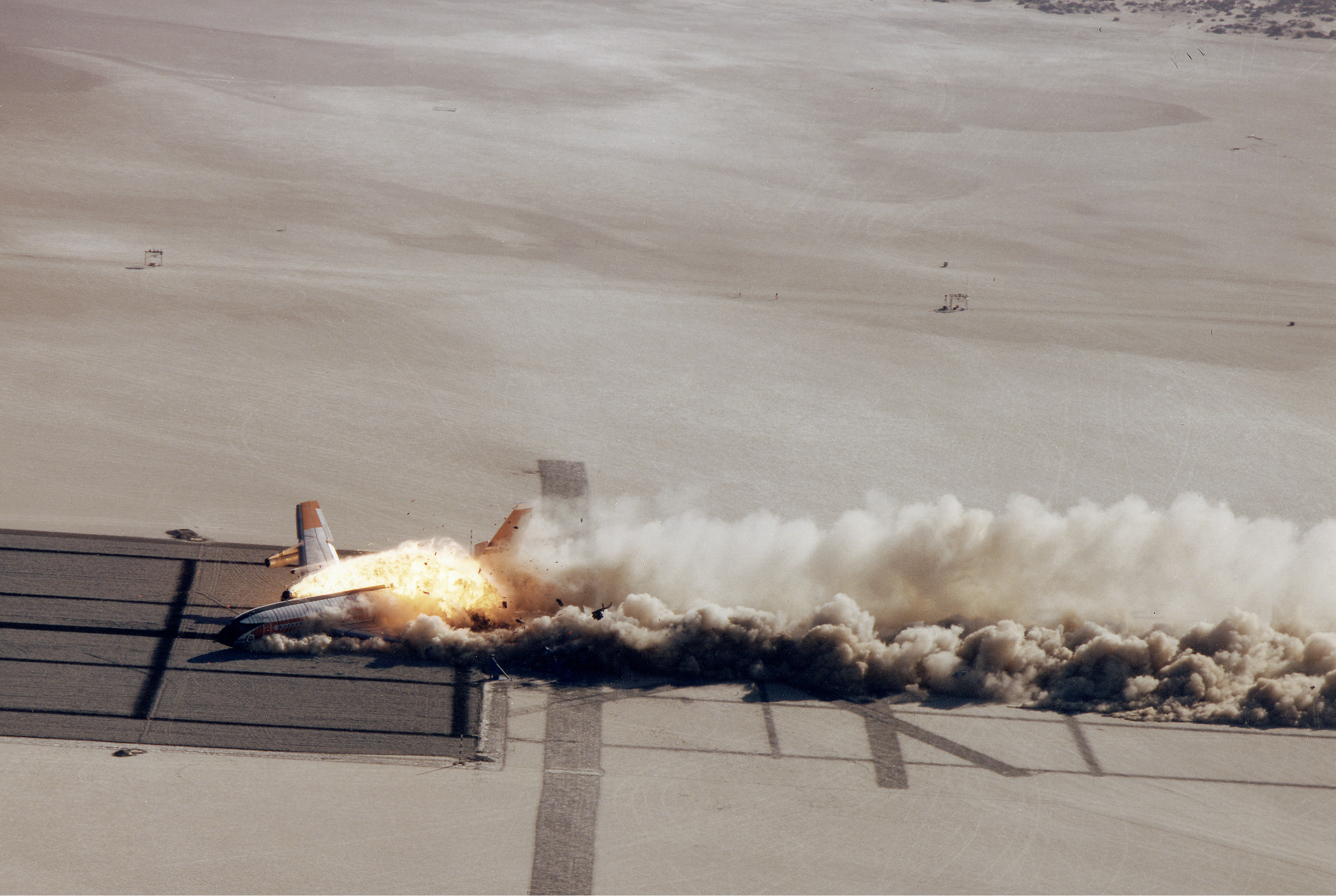
Após o impacto 1

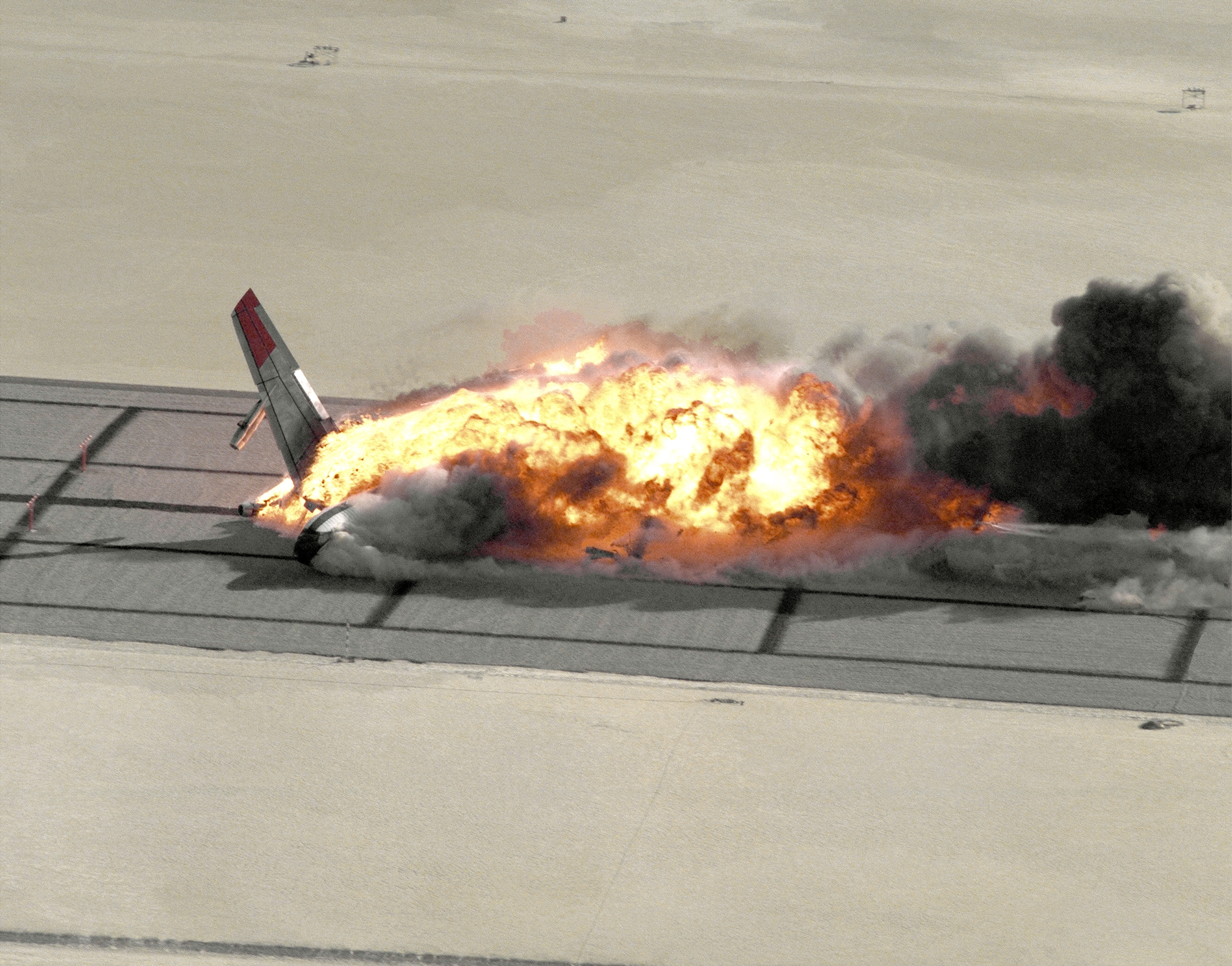
Após o impacto 2

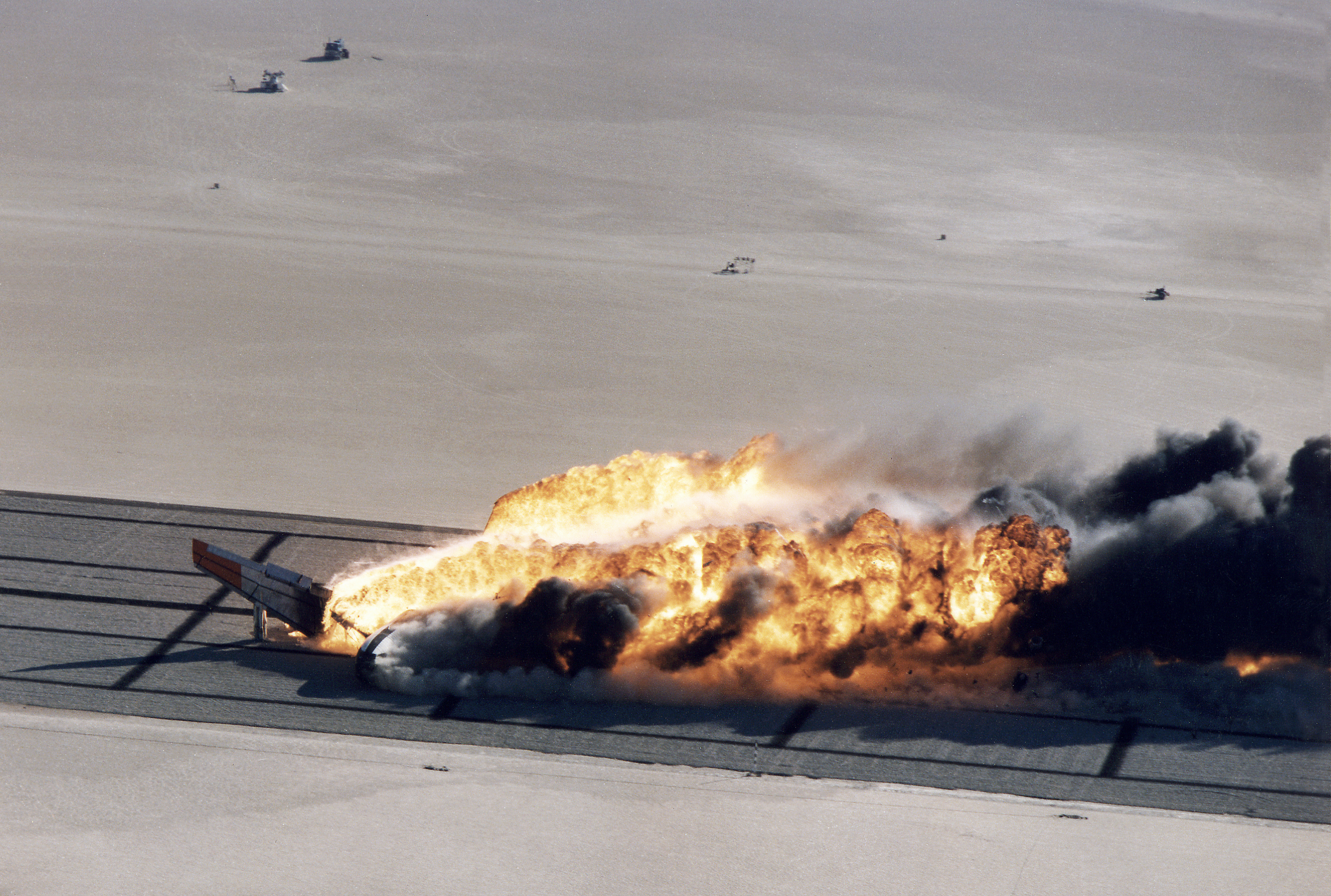
Após o impacto 3

A Demonstração de Impacto Controlado (ou coloquialmente o Crash In the Desert) foi um projeto conjunto entre a NASA e a Administração Federal de Aviação (FAA) que intencionalmente derrubou uma aeronave Boeing 720 controlada remotamente para adquirir dados e testar novas tecnologias para ajudar na sobrevivência de passageiros e tripulantes. O acidente exigiu mais de quatro anos de preparação do Ames Research Center da NASA, do Langley Research Center, do Dryden Flight Research Center, da FAA e da General Electric. Após inúmeros testes, o avião caiu em 1 de dezembro de 1984. O teste correu geralmente de acordo com o planejado, e produziu uma grande bola de fogo que levou mais de uma hora para ser apagada.
A FAA concluiu que cerca de um quarto dos passageiros teria sobrevivido, que o combustível de teste de querosene antiembaçamento não reduziu suficientemente o risco de incêndio e que várias mudanças no equipamento no compartimento de passageiros das aeronaves eram necessárias. A NASA concluiu que um head-up display e um sistema de pouso por micro-ondas teriam ajudado o piloto a pilotar a aeronave com mais segurança.

## Descobertas
O impacto real demonstrou que o aditivo antiembaçamento testado não foi suficiente para evitar um incêndio pós-acidente em todas as circunstâncias, embora a intensidade reduzida do incêndio inicial tenha sido atribuída ao efeito do AMK.
Os investigadores da FAA estimaram que 23% a 25% do total de 113 pessoas da aeronave poderiam ter sobrevivido ao acidente. O tempo entre o deslizamento e o obscurecimento completo da fumaça para a cabine dianteira foi de 5 segundos; para a cabine traseira, foram 20 segundos. O tempo total para evacuar foi de 15 e 33 segundos, respectivamente, contabilizando o tempo necessário para alcançar e abrir as portas e operar o escorregador. Os investigadores classificaram sua estimativa da capacidade de escapar por meio de fumaça densa como "altamente especulativa".
Como resultado da análise do acidente, a FAA instituiu novos padrões de inflamabilidade para almofadas de assento que exigiam o uso de camadas de bloqueio de fogo, resultando em assentos com desempenho melhor do que os do teste.  Também implementou uma norma que exige que a iluminação de proximidade do piso seja fixada mecanicamente, devido ao aparente descolamento de dois tipos de luzes de emergência fixadas com adesivo durante o impacto.  regulamentos federais da aviação para as taxas de amostragem do gravador de dados de voo para o passo, rolagem e aceleração foram considerados insuficientes.

A NASA concluiu que a tarefa de pilotagem de impacto era de uma carga de trabalho excepcionalmente alta, que poderia ter sido reduzida através do uso de um heads-up display, a automação de mais tarefas e um monitor de maior resolução. Também recomendou o uso de um sistema de pouso por micro-ondas para melhorar a precisão do rastreamento em relação ao sistema de pouso por instrumentos padrão. Na prática, o Sistema de Aumento de Área Ampla baseado no Sistema de Posicionamento Global veio para cumprir esse papel.

Fotos e vídeos adicionais
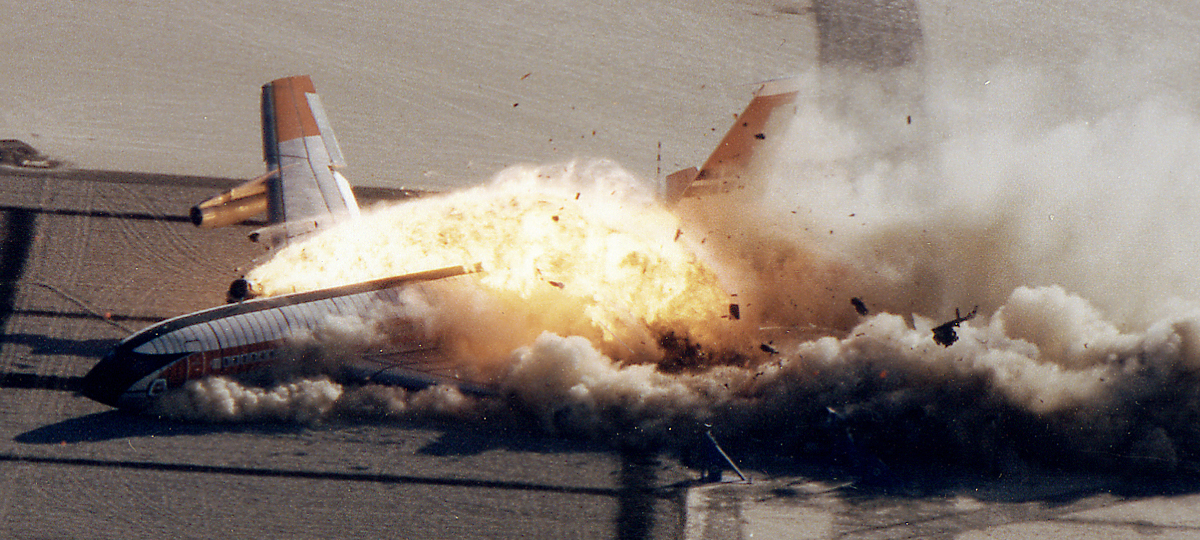
Closeup de Após o impacto 1
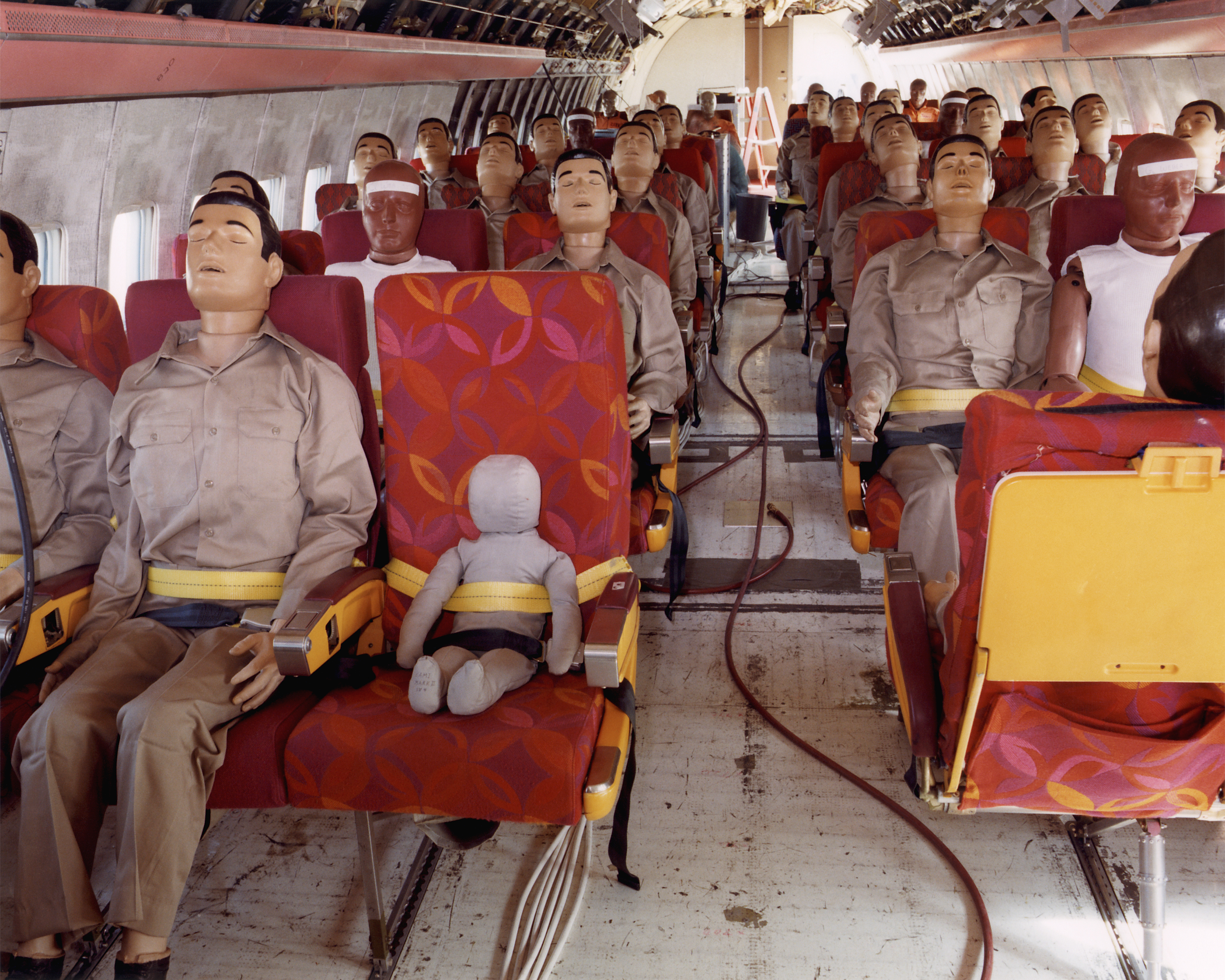
Dummies de colisão instrumentados
- Sequência de demonstração de impacto controlado (CID)
- Aeronaves CID na prática voam acima do local de impacto alvo com cortadores de asa
- Vídeo da câmera traseira de demonstração de impacto controlado (CID)